# MÁV-Baureihe BCmot VIIb
Die zweiachsigen Dampftriebwagen der MÁV-Baureihe BCmot VIIb wurden 1903 bei Ganz & Co. in Budapest hergestellt und dienten als frühe Triebwagen für die ungarische Staatseisenbahn MÁV. Die Fahrzeuge dieses Typs  waren nach dem System De Dion-Bouton hergestellt und waren bis auf wenige Ausnahmen identisch mit den Triebwagen BCmot VIIa.

## Geschichte
Eisenbahnstrecken der ungarischen Staatseisenbahn MÁV galten um die 1900er Jahre als besonders dampftriebwagenfreundlich, da die Gesellschaft viele Nebenbahnen mit geringem Verkehr und relativ geringen Steigungen besaß. Die meisten benötigten Fahrzeuge wurden von der Ganz in Budapest hergestellt. Dazu erwarb die Firma Lizenzen von De Dion-Bouton und baute Dampftriebwagen mit 35, 50 und 80 PS Leistung.
Nach Literaturangaben sollen von Ganz bis Ende 1906 insgesamt 89 Dampftriebwagen an die MÁV geliefert worden sein, bei Pospichal werden lediglich 30 Fahrzeuge genannt. Diese drei genannten Dampftriebwagen unterschieden sich lediglich in einigen wenigen Details von den Fahrzeugen der Reihe BCmot VIIa. So waren im Abteil 3. Klasse 20 Sitzplätze vorhanden und die Aufteilung der Seitenfenster war etwas anders gewählt.